# アトロリシンB
アトロリシンB(Atrolysin B、EC 3.4.24.41)は、酵素である。この酵素は、インスリンB鎖のHis5-Leu、His10-Leu、Ala14-Leu、Tyr16-Leu、Gly23-Phe結合を切断する反応を触媒する。これは、アトロリシンCと同じ切断パターンである。また、グルカゴンの-Ser結合を切断する反応を触媒する。
このエンドペプチダーゼは、ニシダイヤガラガラヘビが持つ。